# 1973–1974-es NHL-szezon
Az 1973–1974-es NHL-szezon az ötvenhetedik NHL-szezon volt.

## Tabella
Megjegyzés: a vastagon szedett csapatok bejutottak a rájátszásba
| Keleti divízió      | MSz | Gy | V  | D  | SzG | KG  | P   |
| ------------------- | --- | -- | -- | -- | --- | --- | --- |
| Boston Bruins       | 78  | 52 | 17 | 9  | 349 | 221 | 113 |
| Montréal Canadiens  | 78  | 45 | 24 | 9  | 293 | 240 | 99  |
| New York Rangers    | 78  | 40 | 24 | 14 | 300 | 251 | 94  |
| Toronto Maple Leafs | 78  | 35 | 27 | 16 | 274 | 230 | 86  |
| Buffalo Sabres      | 78  | 32 | 34 | 12 | 242 | 250 | 76  |
| Detroit Red Wings   | 78  | 29 | 39 | 10 | 255 | 319 | 68  |
| Vancouver Canucks   | 78  | 24 | 43 | 11 | 224 | 296 | 59  |
| New York Islanders  | 78  | 19 | 41 | 18 | 182 | 247 | 56  |

| Nyugati divízió         | MSz | Gy | V  | D  | SzG | KG  | P   |
| ----------------------- | --- | -- | -- | -- | --- | --- | --- |
| Philadelphia Flyers     | 78  | 50 | 16 | 12 | 273 | 164 | 112 |
| Chicago Black Hawks     | 78  | 41 | 14 | 23 | 272 | 164 | 105 |
| Los Angeles Kings       | 78  | 33 | 33 | 12 | 233 | 231 | 78  |
| Atlanta Flames          | 78  | 30 | 34 | 14 | 214 | 238 | 74  |
| Pittsburgh Penguins     | 78  | 28 | 41 | 9  | 242 | 273 | 65  |
| St. Louis Blues         | 78  | 26 | 40 | 12 | 206 | 248 | 64  |
| Minnesota North Stars   | 78  | 23 | 38 | 17 | 235 | 275 | 63  |
| California Golden Seals | 78  | 13 | 55 | 10 | 195 | 342 | 36  |

## Kanadai táblázat
| Játékos          | Csapat                | MSz | G  | A  | P   | B   |
| ---------------- | --------------------- | --- | -- | -- | --- | --- |
| Phil Esposito    | Boston Bruins         | 78  | 68 | 77 | 145 | 58  |
| Bobby Orr        | Boston Bruins         | 74  | 32 | 90 | 122 | 82  |
| Ken Hodge        | Boston Bruins         | 76  | 50 | 55 | 105 | 43  |
| Wayne Cashman    | Boston Bruins         | 78  | 30 | 59 | 89  | 111 |
| Bobby Clarke     | Philadelphia Flyers   | 77  | 35 | 52 | 87  | 113 |
| Rick Martin      | Buffalo Sabres        | 78  | 52 | 34 | 86  | 38  |
| ifj. Syl Apps    | Pittsburgh Penguins   | 77  | 24 | 61 | 85  | 37  |
| Darryl Sittler   | Toronto Maple Leafs   | 78  | 38 | 46 | 84  | 55  |
| Lowell MacDonald | Pittsburgh Penguins   | 78  | 43 | 39 | 82  | 14  |
| Brad Park        | New York Rangers      | 78  | 25 | 57 | 82  | 148 |
| Dennis Hextall   | Minnesota North Stars | 78  | 20 | 62 | 82  | 138 |

## Kapusok statisztikái
| Játékos         | Csapat              | MSz | Gy | V  | D  | Perc | KG  | SO | KGÁ  |
| --------------- | ------------------- | --- | -- | -- | -- | ---- | --- | -- | ---- |
| Bernie Parent   | Philadelphia Flyers | 73  | 47 | 13 | 12 | 4314 | 136 | 12 | 1.89 |
| Tony Esposito   | Chicago Black Hawks | 70  | 34 | 14 | 21 | 4143 | 141 | 10 | 2.04 |
| Ross Brooks     | Boston Bruins       | 21  | 16 | 3  | 0  | 1170 | 46  | 3  | 2.36 |
| Doug Favell     | Toronto Maple Leafs | 32  | 14 | 7  | 9  | 1752 | 79  | 0  | 2.71 |
| Wayne Thomas    | Montréal Canadiens  | 42  | 23 | 12 | 5  | 2410 | 111 | 1  | 2.76 |
| Dan Bouchard    | Atlanta Flames      | 46  | 19 | 18 | 8  | 2660 | 123 | 5  | 2.77 |
| Rogatien Vachon | Los Angeles Kings   | 65  | 28 | 26 | 10 | 3751 | 175 | 5  | 2.80 |
| Michel Larocque | Montréal Canadiens  | 27  | 15 | 8  | 2  | 1431 | 69  | 0  | 2.89 |
| Dunc Wilson     | Toronto Maple Leafs | 24  | 9  | 11 | 3  | 1412 | 68  | 1  | 2.89 |
| Gilles Gilbert  | Boston Bruins       | 54  | 34 | 12 | 8  | 3210 | 158 | 6  | 2.95 |

## Stanley-kupa rájátszás

### Negyeddöntő
- Boston Bruins (1. kelet) 4 - Toronto Maple Leafs (4. kelet) 0
- Chicago Black Hawks (2. nyugat) 4 - Los Angeles Kings (3. nyugat) 1
- Philadelphia Flyers (1. nyugat) 4 - Atlanta Flames (4. nyugat) 0
- Montréal Canadiens (2. kelet) 2 - New York Rangers (3. kelet) 4

### Elődöntő
- Boston Bruins (1. kelet) 4 - Chicago Black Hawks (2. nyugat) 2
- Philadelphia Flyers (1. nyugat) 4 - New York Rangers (3. kelet) 3

### Döntő
Philadelphia Flyers vs. Boston Bruins
| Dátum     | Idegenben           | Eredmény | Otthon              | Eredmény | Megjegyzés |
| --------- | ------------------- | -------- | ------------------- | -------- | ---------- |
| Május 7.  | Philadelphia Flyers | 2        | Boston Bruins       | 3        |            |
| Május 9.  | Philadelphia Flyers | 3        | Boston Bruins       | 2        | (hossz.)   |
| Május 12. | Boston Bruins       | 1        | Philadelphia Flyers | 4        |            |
| Május 14. | Boston Bruins       | 2        | Philadelphia Flyers | 4        |            |
| Május 16. | Philadelphia Flyers | 1        | Boston Bruins       | 5        |            |
| Május 19. | Boston Bruins       | 0        | Philadelphia Flyers | 1        |            |

A hét mérkőzésből álló párharcot (négy győzelemig tartó sorozatot) a Philadelphia nyerte 4:2-re, így ők lettek a Stanley-kupa bajnokok.

## NHL díjak
- Prince of Wales-trófea — Boston Bruins
- Clarence S. Campbell-tál - Philadelphia Flyers
- Art Ross-trófea - Phil Esposito, Boston Bruins
- Bill Masterton-emlékkupa - Henri Richard, Montréal Canadiens
- Calder-emlékkupa - Denis Potvin, New York Islanders
- Conn Smythe-trófea Bernie Parent, Philadelphia Flyers
- Hart-emlékkupa - Phil Esposito, Boston Bruins
- Jack Adams-díj - Fred Shero, Philadelphia Flyers
- James Norris-emlékkupa - Bobby Orr, Boston Bruins
- Lady Byng-emlékkupa - John Bucyk, Boston Bruins
- Lester B. Pearson-díj - Bobby Clarke, Philadelphia Flyers
- Plusz/minusz vezető - Bobby Orr, Boston Bruins
- Vezina-trófea (legjobb kapusok) - Tony Esposito, Chicago Black Hawks és Bernie Parent, Philadelphia Flyers
- Lester Patrick-trófea (USA-i hoki iránti szolgálat) - Alex Delvecchio, Murray Murdoch, Weston Adams, Charles L. Crovat

### Első All-Star csapat
- Kapus: Bernie Parent, Philadelphia Flyers
- Hátvéd: Bobby Orr, Boston Bruins
- Hátvéd: Brad Park, New York Rangers
- Center: Phil Esposito, Boston Bruins
- Balszélső: Rick Martin, Buffalo Sabres
- Jobbszélső: Ken Hodge, Boston Bruins

### Második All-Star csapat
- Kapus: Tony Esposito, Chicago Black Hawks
- Hátvéd: Bill White, Chicago Black Hawks
- Hátvéd: Barry Ashbee, Philadelphia Flyers
- Center: Bobby Clarke, Philadelphia Flyers
- Balszélső: Wayne Cashman, Boston Bruins
- Jobbszélső: Mickey Redmond, Detroit Red Wings

## Debütálók
Itt a fontosabb debütálók szerepelnek, első csapatukkal. A csillaggal jelöltek a rájátszásban debütáltak.
- Eric Vail, Atlanta Flames
- Tom Lysiak, Atlanta Flames
- Peter McNab, Buffalo Sabres
- Darcy Rota, Chicago Black Hawks
- Bob Gainey, Montréal Canadiens
- Michel Larocque, Montréal Canadiens
- Denis Potvin, New York Islanders
- Glenn Resch, New York Islanders
- Dave Lewis, New York Islanders
- Al MacAdam, Philadelphia Flyers
- Blaine Stoughton, Pittsburgh Penguins
- John Davidson, St. Louis Blues
- Inge Hammarström, Toronto Maple Leafs
- Börje Salming, Toronto Maple Leafs
- Lanny McDonald, Toronto Maple Leafs
- Bob Dailey, Vancouver Canucks
- Dennis Ververgaert, Vancouver Canucks

## Visszavonulók
Itt a fontosabb olyan játékosok szerepelnek, akik utolsó NHL-meccsüket ebben a szezonban játszották.
- Tim Horton, Buffao Sabres
- Alex Delvecchio, Detroit Red Wings
- Dean Prentice, Minnesota North Stars (a World Hockey Associationban továbbjátszott)
- Gump Worsley, Minnesota North Stars
- Frank Mahovlich, Montréal Canadiens (a World Hockey Associationban továbbjátszott)
- Jacques Laperrière, Montréal Canadiens
- Barry Ashbee, Philadelphia Flyers
- Orland Kurtenbach, Vancouver Canucks